# Condado de Šibenik-Knin
El condado de Šibenik-Knin (en croata: Šibensko-kninska županija) es un condado croata. La población del condado era de 112.891 habitantes en 2001. Su centro administrativo es la ciudad de Šibenik.

## Ciudades y municipios
El condado de Šibenik-Knin está dividido en 5 ciudades y 15 municipios:

### Ciudades
- Drniš
- Knin
- Skradin
- Šibenik
- Vodice

### Municipios

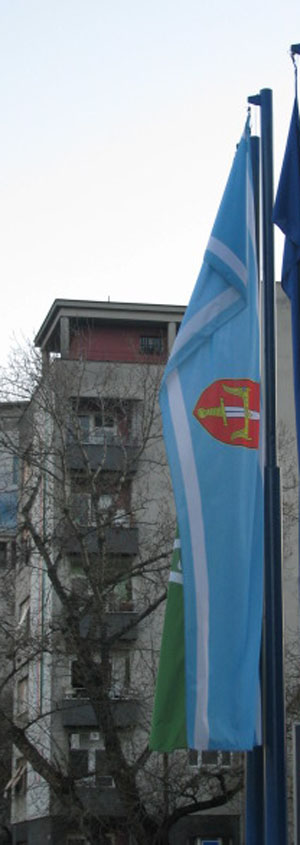
Bandera del Condado.

- Bilice
- Civljane
- Ervenik
- Kijevo
- Kistanje
- Promina
- Biskupija
- Pirovac
- Primošten
- Rogoznica
- Ružić
- Tribunj
- Tisno
- Murter-Kornati
- Unešić